# Pomaria pilosa
Pomaria pilosa là một loài thực vật có hoa trong họ Đậu. Loài này được (Vogel) B.B. Simpson & G.P. Lewis mô tả khoa học đầu tiên năm 2003.